# エムユービジネスサポート
株式会社エムユービジネスサポートは、学校法人武蔵野大学が100%出資し設立した事業会社であり、東京都西東京市に本社を置いている。「武蔵野大学出版会」という名義で出版事業も行っている。

## 業務内容
- 人材派遣事業
- キャンパス環境管理事業
- キャンパスライフサービス事業（学内売店の運営）
- キャンパス・オフィスサポート事業
- 出版事業（武蔵野大学出版会）

## 沿革
- 2004年1月：株式会社エムユー設立
- 2005年4月：子会社として株式会社武蔵野大学出版会を設立
- 2008年8月：株式会社武蔵野大学出版会を吸収合併し社名を武蔵野大学アソシエート株式会社に変更
- 2015年4月：社名を株式会社エムユービジネスサポートに変更